# Јосеф Троусилек
Јосеф Троусилек (чеш. Josef Trousílek; Праг, 16. март 1918 − Праг, 10. октобар 1990) био је чехословачки хокејаш на леду. Играо је на позицији одбрамбеног играча.
Читаву каријеру која је трајала од 1936. до 1953. провео је у прашким клубовима Славији и ЛТЦ-у, а са потоњим је освојио 4 титуле националног првака. За репрезентацију Чехословачке играо је од 1939. до 1950. и у том периоду освојио две титуле светског првака на СП 1947. и СП 1949, те сребрну олимпијску медаљу на Зимским олимпијским играма 1948. у швајцарском Санкт Морицу.